# Praha-Cibulka (železniční zastávka)
Praha-Cibulka je železniční zastávka nacházející se v Praze 5–Košířích v km 10,348 železniční trati Praha-Smíchov – Hostivice mezi stanicemi Praha-Stodůlky a Praha-Waltrovka. Podle některých zdrojů je označována za nejmenší pražskou zastávku. Nachází se poblíž ulice Na Výši, s níž je spojena úzkou pěšinou.

## Popis zastávky

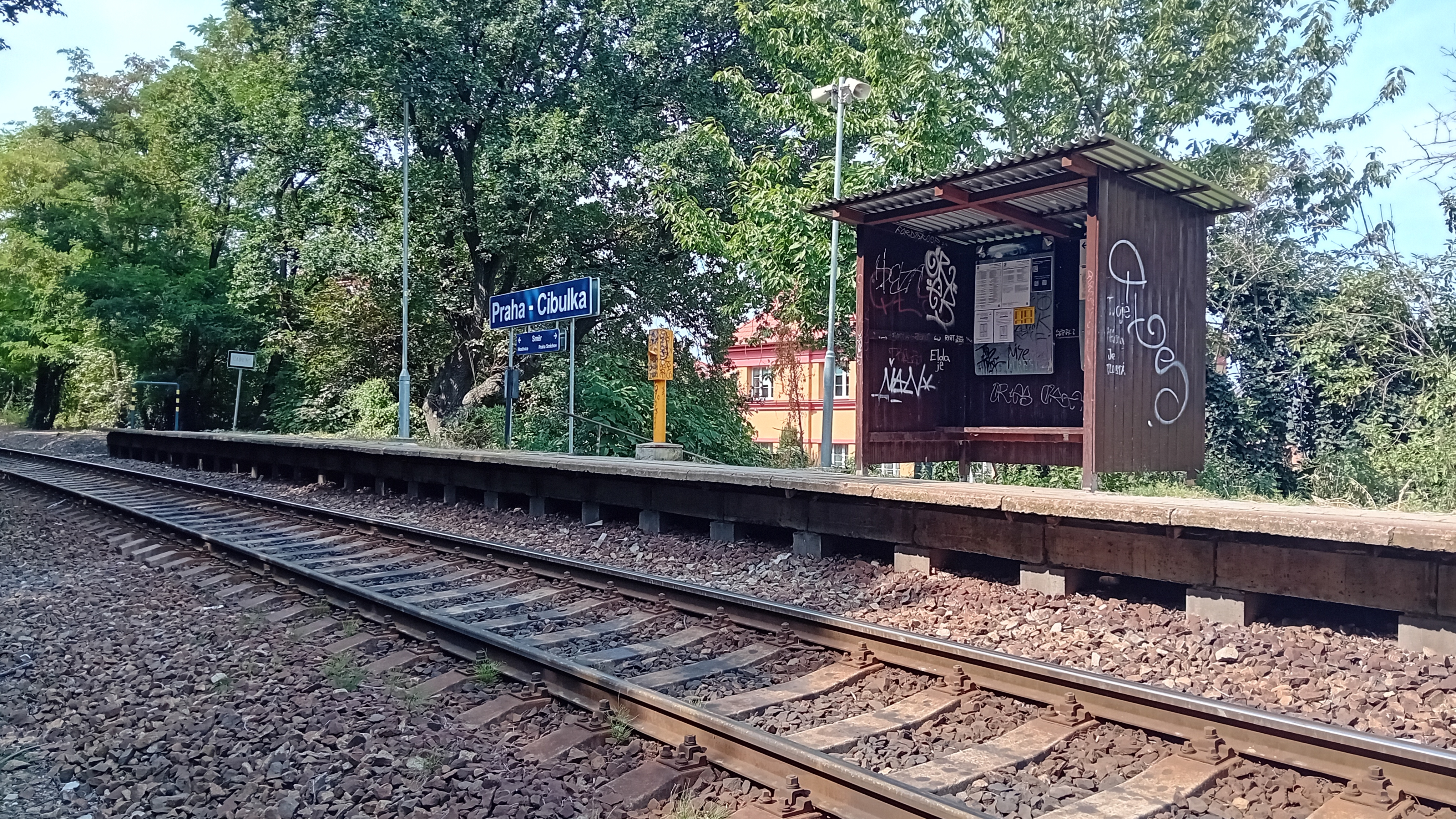
Přístřešek v zastávce

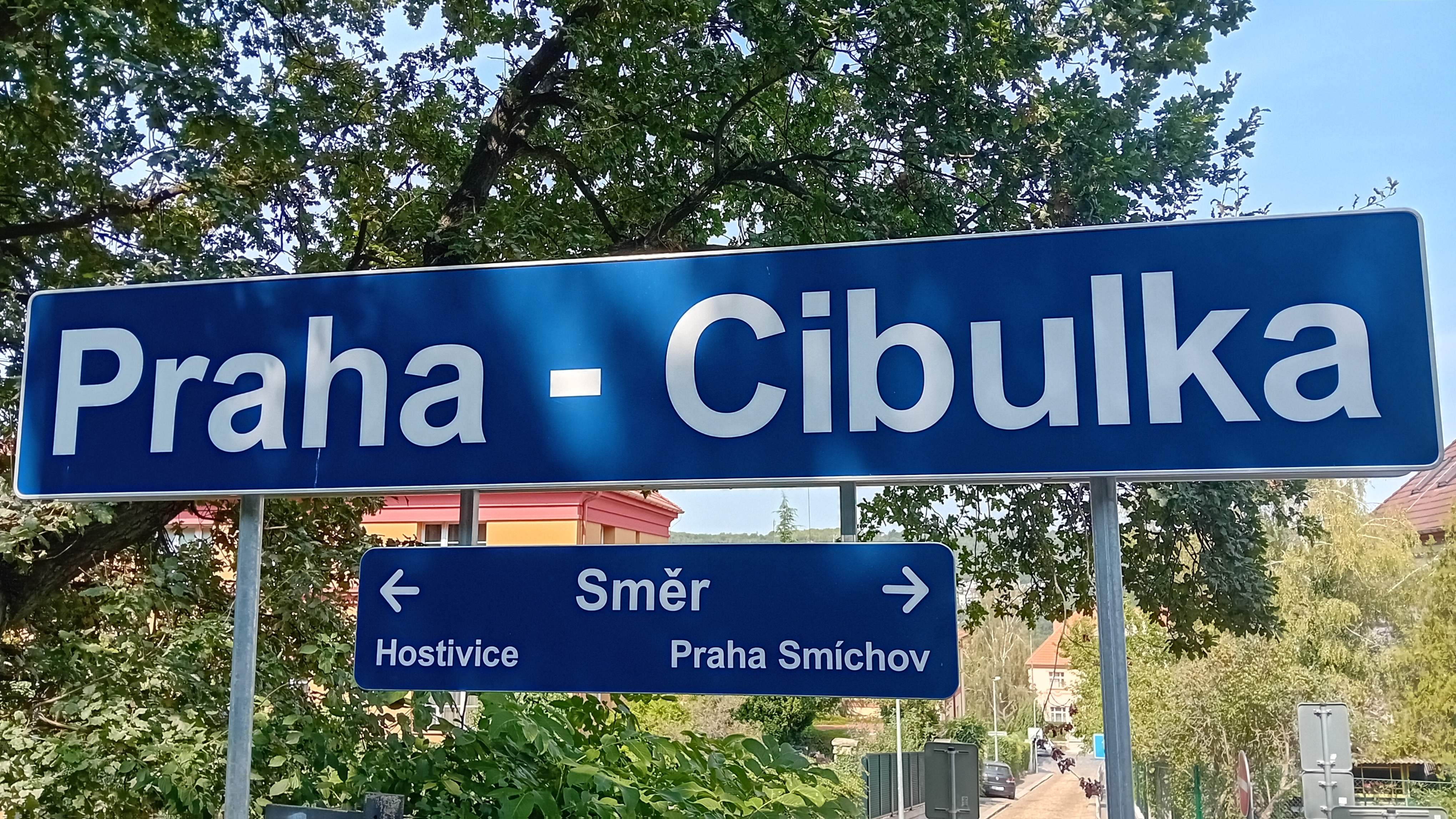
Nápis v zastávce

Zastávka je jednokolejná situovaná v mírném oblouku s betonovým nástupištěm na jeho vnější straně, které bylo zřízeno v roce 2007. U něj je označník s cedulí obsahující název zastávky a názvy sousedních zastávek. Původně zde byl též zděný přístřešek čekárny, ale ten již byl zbořen. Nástupiště z betonových panelů má délku 100 m, výška nástupní hrany je 550 mm nad temenem kolejnice. Cestující na zastávce jsou informováni pomoci rozhlasového zařízení INISS, které je ovládáno z CDP Praha, případně z pracoviště pohotovostního výpravčího v Praze-Zličíně. Přístup na zastávku je po schodišti nebo po chodníku od přechodu pro pěší P 2194 v km 10,246, který spojuje ulice Vejražkova a Na výši. Tento přechod přes trať je vybaven světelným přejezdovým zabezpečovacím zařízením se závorami. Přechod byl vybaven zabezpečovacím zařízením v roce 2018 v rámci rekonstrukce trati z Prahy-Smíchova do Hostivice.

## Dějiny

### Historie
Dráhu postavila společnost Buštěhradská dráha a provoz byl zahájen 3. července 1872. Označení Praha-Cibulka se od otevření trati používalo pro zastávku jinou, která ležela zhruba v místech dnešní stanice Praha-Stodůlky. Tato zastávka byla zrušena v roce 1877 pro nízké využití. Opětovně byla otevřena roku 1928, ale po deseti letech – v roce 1938 – byla ze stejného důvodu jako prve, tedy pro malé využití, zrušena.
V souvislosti s novou vilovou výstavbou poblíž dnešní zastávky byla ovšem od 15. května 1929 zřízena zastávka nová, pro odlišení od původní stanice pojmenovaná Cibulka-kolonie. Z ní se stala dnešní zastávka Praha-Cibulka.

### Současnost
V současné době (2016) v zastávce na znamení či na požádání zastavují spoje, které jezdí v systému Esko.
Od srpna 2017 probíhá na trati v úseku Praha-Smíchov – Hostivice rekonstrukce zabezpečovacího zařízení.

### Budoucnost
Objevují se plány na posunutí stávající železniční zastávky východním směrem k usedlosti Šmukýřka, u níž je dnes konečná stanice autobusů MHD.